# 罐头汤

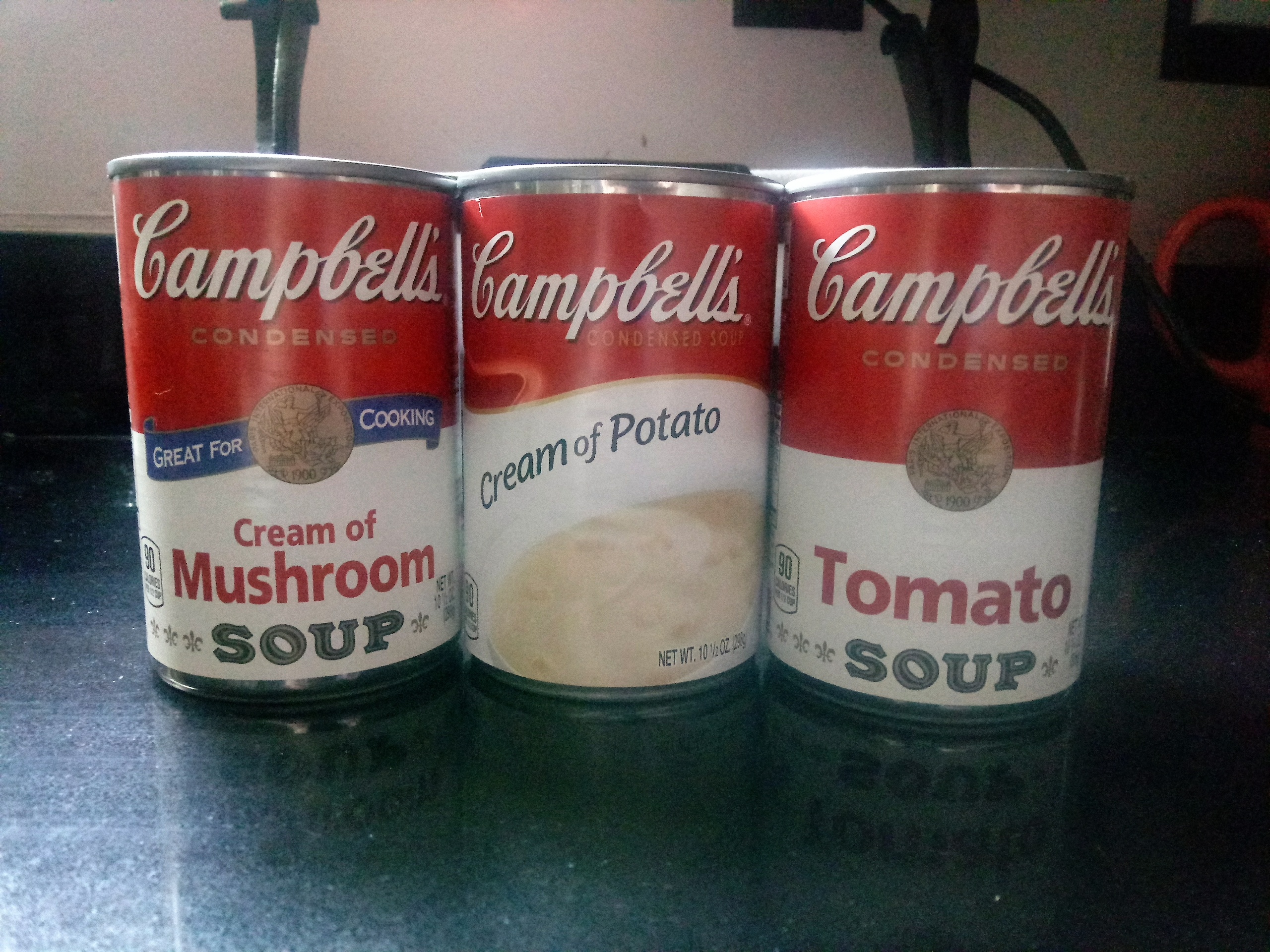
三款金宝罐头汤

罐头汤（英語：Can soup），指罐装即食汤，多为浓缩汤（Condensed Soup），仅需加热后开罐即食。其于19世纪，随着罐头的发明而诞生。
罐头汤可以用作自制汤的基础㡳料，消费者可以在此基础上添加其他配料。而一些罐头汤内还额外添加了如意大利面等主食\配料。

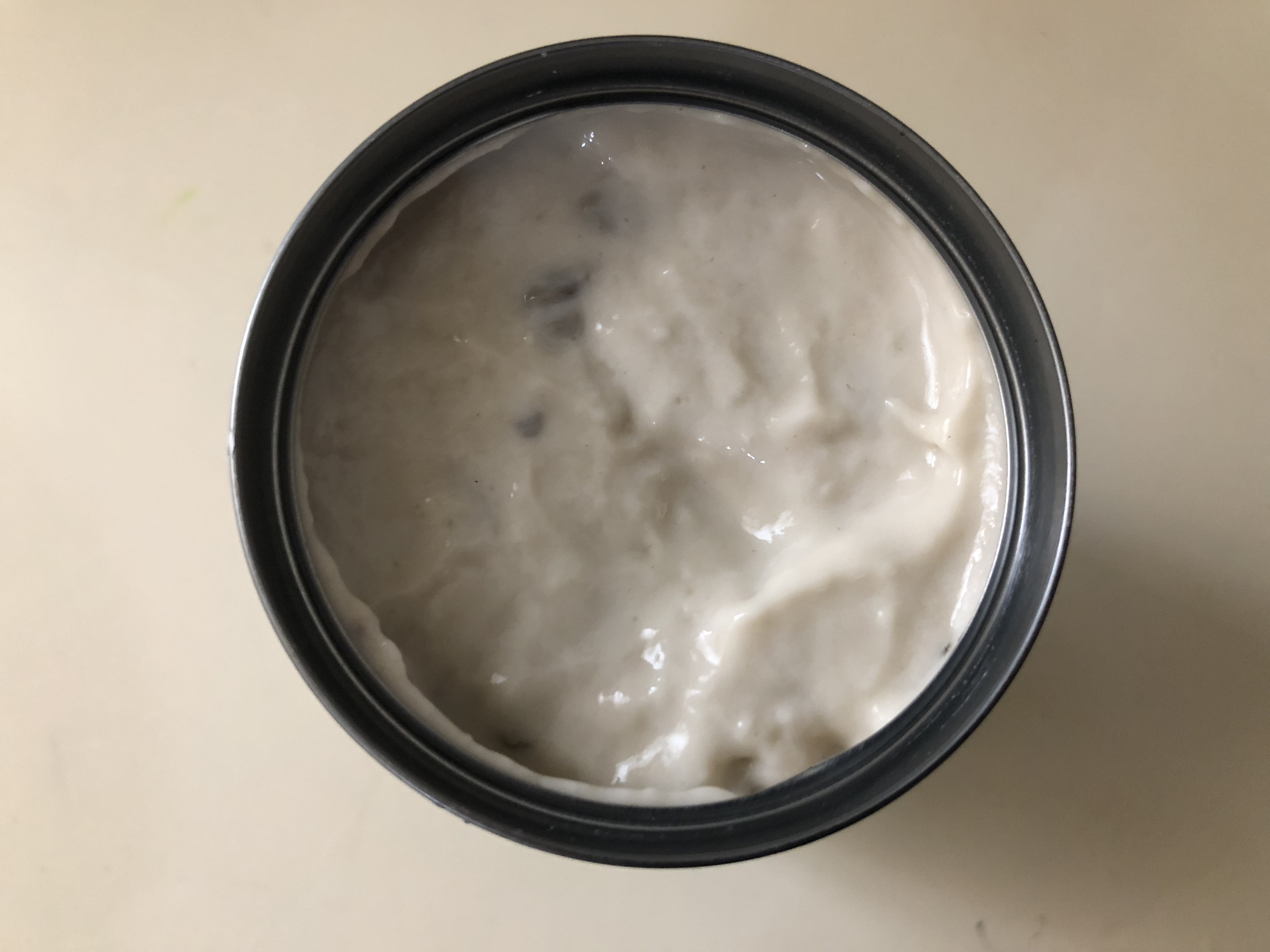
一罐打开的罐头奶油磨菇汤

微波炉的出现进一步扩大了罐头汤市场，罐头汤仅需方便的放入微波炉加热即可，这为人们提供了许多的便利。

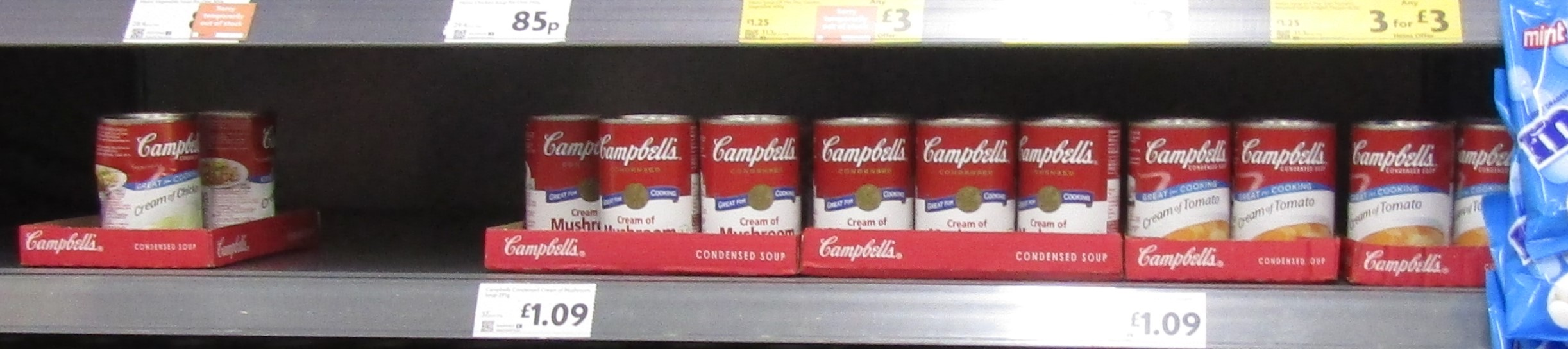
在货架上的罐头汤

为了回应人们对过量盐摄入对健康的负面影响的担忧，一些罐头汤制造商推出了减盐版本的罐头汤。